# Леонова, Эммилия Михайловна
Эммилия Михайловна Леонова (укр. Еммілія Михайлівна Леонова; род. 23 августа 1955, Смоленск) — украинский и российский политик и педагог. Глава муниципального образования — председатель Евпаторийского городского совета (2022—2024). Секретарь Евпаторийского местного отделения партии «Единая Россия».

## Биография
Родилась 23 августа 1955 года в Смоленске. Трудовую деятельность начала в 1972 году в качестве крановщицы мостового крана на электромашиностроительном заводе города Сафоново Смоленской области. В 1982 году окончила Смоленский государственный педагогический институт по специальности «учитель географии и биологии». Работала учителем географии в школе-интернате Сафоново, с 1986 года — учителем географии в средней общеобразовательной школе № 1 Евпатории. В декабре 1988 года назначена директором этой же школы.
В 2002—2014 годах являлась депутатом Евпаторийского городского совета IV—VI созывов, возглавляла комиссию по образованию, культуре и спорту (2002—2006). Член СДПУ(о), с 2004 — секретарь городского комитета партии. В 2006 году безуспешно баллотировалась в депутаты Верховной Рады АР Крым от избирательного блока политических партий Оппозиционный блок «Не так!» В 2010 году перешла в «Партию регионов». С 3 августа 2011 года была заместителем председателя городской организации партии. В 2012 году зарегистрирована доверенным лицом кандидата в народные депутаты Украины Олега Параскива.
После аннексии Крыма Российской Федерацией вступила в партию «Единая Россия», избрана депутатом Евпаторийского городского совета Республики Крым I созыва, председателем комитета по вопросам здравоохранения, образования, занятости и социальной защиты населения. В декабре 2014 года вошла в состав редколлегии газеты «Евпаторийская здравница». С 2019 года — депутат Евпаторийского городского совета Республики Крым II созыва, руководитель фракции партии «Единая Россия». В январе 2019 года коллективом средней школы № 1 была выдвинута на соискание городской премии имени С. Э. Дувана в номинации «Образование и воспитание подрастающего поколения». С 2021 по 2022 год — заместитель председателя городского совета. 17 ноября 2021 года, после отстранения Олеси Харитоненко, избрана депутатами временно исполняющей обязанности главы муниципального образования, а 21 апреля 2022 года официально утверждена в должности.
С 27 сентября 2024 года — депутат Евпаторийского городского совета Республики Крым III созыва.

## Награды
- Отличник образования Украины (2006)
- Заслуженный работник образования Автономной Республики Крым (2008)[14]
- Нагрудный знак Министерства образования Украины «Василий Сухомлинский» (2010)[15]
- Благодарность Председателя Государственного Совета Республики Крым (2015)
- Почётная грамота министерства образования и науки Российской Федерации (2018)
- Благодарность Главы Республики Крым (2016, 2020)[3]

## Семья и хобби
- Сын — Евгений Владимирович Леонов (род. 1982), председатель участковой избирательной комиссии № 80 в Евпатории[3][16].

- Внучка Анастасия.

С институтских времён коллекционирует предметы и фигурки в форме яблок.